# Virová mozaika cukrové třtiny
Virová mozaika cukrové třtiny je virové onemocnění rostlin způsobované virem mozaiky cukrové třtiny (SMV – z anglického Sugarcane Mosaic Virus). Projevuje se u řady travin, z větších plodin pak zejména u cukrové třtiny (Saccharum officinarum) a čiroku (Sorghum). Virus je přenášen hlavně mšicemi (např. Rhophalosiphum maidis, Schizopis graminum a další), občas i šťávou rostlin či semeny. Rezervoárem bývají plevele daných rostlin, jako například čirok halapenský (Sorgum halapensis). Přítomnost viru v rostlině se projevuje žlutou skvrnitostí listů či červenou pigmentací, která se objevuje v chladných podmínkách. Postupně se objevují světlezelené až žlutavé proužky. V koncové fázi dochází k odumírání listů či celé rostliny. Ochranou proti této chorobě je u cukrové třtiny používání odolných odrůd, izolace od rezervoárových nebo napadených porostů a rostlin a samozřejmě účinná likvidace napadeného porostu pálením.